# Barbara Wirth
Pour les articles homonymes, voir Wirth.
Barbara Wirth, née le 16 septembre 1989 à Munich, est une skieuse alpine allemande.

## Carrière
L'Allemande fait sa première apparition en coupe du monde en janvier 2009 à l'occasion d'un slalom organisé à Cortina d'Ampezzo. Elle marque ses premiers points en novembre 2009 à Levi. Elle obtient son premier top 10 en janvier 2014 en terminant neuvième du slalom de Bormio. Elle participe ensuite aux Jeux olympiques d'hiver de 2014 à Sotchi.
Elle annonce sa retraite sportive le 2 mars 2016.

## Palmarès

### Jeux olympiques d'hiver
| Épreuve / Édition | Sotchi 2014 |
| Slalom géant      | 25e         |
| Slalom            | 14e         |

### Coupe du monde
- Meilleur classement général : 51e en 2014.
- Meilleur résultat : 9e.

#### Différents classements en Coupe du monde
| Année/Classement | Année/Classement | Général | Général | Descente | Descente | Slalom | Slalom | Slalom géant | Slalom géant | Super G | Super G | Combiné | Combiné |
| ---------------- | ---------------- | ------- | ------- | -------- | -------- | ------ | ------ | ------------ | ------------ | ------- | ------- | ------- | ------- |
| Année/Classement | Année/Classement | Class.  | Points  | Class.   | Points   | Class. | Points | Class.       | Points       | Class.  | Points  | Class.  | Points  |
| 2010             | 2010             | 128e    | 3       | -        | -        | 55e    | 3      | -            | -            | -       | -       | -       | -       |
| 2011             | 2011             | 102e    | 22      | -        | -        | 41e    | 22     | -            | -            | -       | -       | -       | -       |
| 2012             | 2012             | 93e     | 23      | -        | -        | 48e    | 10     | 42e          | 13           | -       | -       | -       | -       |
| 2013             | 2013             | 95e     | 21      | -        | -        | 45e    | 21     | -            | -            | -       | -       | -       | -       |
| 2014             | 2014             | 51e     | 116     | -        | -        | 19e    | 116    | -            | -            | -       | -       | -       | -       |
| 2015             | 2015             | 78e     | 38      | -        | -        | 30e    | 38     | -            | -            | -       | -       | -       | -       |

### Coupe d'Europe
- 8 podiums.

### Championnats d'Allemagne
- 2 titres en slalom : 2013 et 2014.